# 베지에 곡면
베지에 곡면(Bézier surface)은 컴퓨터 그래픽스, 컴퓨터 지원 설계, 유한요소 모델링에 사용되는 수학적 스플라인의 한 종류이다.
베지에 곡선과 마찬가지로 베지에 곡면은 제어점 집합에 의해 정의된다. 여러 면에서 보간법과 유사하지만, 주요 차이점은 일반적으로 곡면이 중앙 제어점을 통과하지 않는다는 것이다. 오히려 각 제어점이 인력인 것처럼 제어점 쪽으로 "늘어진다". 이들은 시각적으로 직관적이며 많은 응용 분야에서 수학적으로 편리하다.

## 역사
베지에 곡면은 1962년 프랑스의 엔지니어 피에르 베지에에 의해 처음 기술되었으며, 그는 이를 자동차 차체 설계에 사용했다. 베지에 곡면은 어떤 차수든 될 수 있지만, 쌍삼차 베지에 곡면은 일반적으로 대부분의 응용 분야에 충분한 자유도를 제공한다.

## 방정식

샘플 베지에 곡면; 빨간색 – 제어점, 파란색 – 제어 그리드, 검정색 – 곡면 근사

(n, m)차의 주어진 베지에 곡면은 i = 0, ..., n 및 j = 0, ..., m인 (n + 1)(m + 1)개의 제어점 ki,j 집합에 의해 정의된다. 이는 단위정사각형을 ki,j를 포함하는 공간에 내장된 매끄러운 연속 곡면으로 매핑한다. 예를 들어, ki,j가 모두 4차원 공간의 점이라면, 곡면은 4차원 공간 내에 있게 된다.
2차원 베지에 곡면은 매개변수 곡면으로 정의될 수 있으며, 매개변수 좌표 u, v의 함수로 점 p의 위치는 다음과 같이 주어진다:
{\displaystyle \mathbf {p} (u,v)=\sum _{i=0}^{n}\sum _{j=0}^{m}B_{i}^{n}(u)\,B_{j}^{m}(v)\,\mathbf {k} _{i,j}}
단위정사각형에 대해 평가되며, 여기서
{\displaystyle B_{i}^{n}(u)={n \choose i}u^{i}(1-u)^{n-i}}
는 기본 베른슈타인 다항식이고,
{\displaystyle {n \choose i}={\frac {n!}{i!(n-i)!}}}
는 이항 계수이다.
베지에 곡면의 몇 가지 속성:
- 베지에 곡면은 모든 선형 변환 및 평행 이동 하에서 제어점과 동일한 방식으로 변환된다.
- (u, v) 공간의 모든 u = 상수 및 v = 상수 선, 특히 변형된 (u, v) 단위정사각형의 네 가장자리는 모두 베지에 곡선이다.
- 베지에 곡면은 제어점의 볼록 폐포 내에 완전히 놓이며, 따라서 주어진 데카르트 좌표계의 제어점의 경계 상자 내에도 완전히 놓인다.
- 변형된 단위정사각형의 모서리에 해당하는 패치의 점은 네 제어점 중 네 개와 일치한다.
- 그러나 베지에 곡면은 일반적으로 다른 제어점을 통과하지 않는다.

일반적으로 베지에 곡면의 가장 일반적인 사용은 쌍삼차 패치(여기서 m = n = 3)의 망으로 사용되는 것이다. 따라서 단일 쌍삼차 패치의 기하학은 16개의 제어점 집합에 의해 완전히 정의된다. 이들은 일반적으로 베지에 곡선이 B-스플라인 곡선을 형성하기 위해 연결되는 것과 유사한 방식으로 B-스플라인 곡면을 형성하기 위해 연결된다.
더 간단한 베지에 곡면은 쌍이차 패치(m = n = 2) 또는 베지에 삼각형으로 형성된다.

## 컴퓨터 그래픽스에서의 베지에 곡면

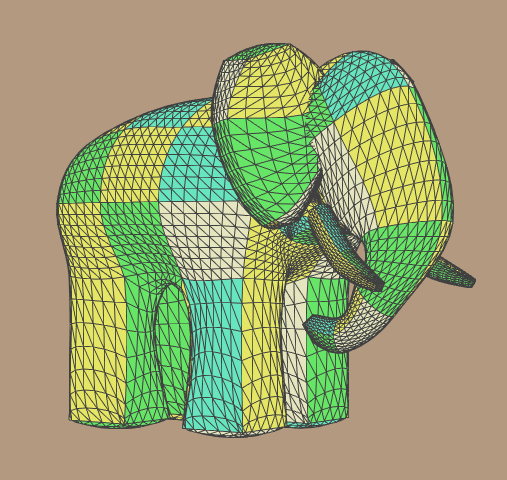
에드 캣멀의 "검보" 모델, 패치로 구성됨

베지에 패치 메시는 부드러운 곡면의 표현으로 삼각형 메시보다 우수하다. 곡면을 표현하는 데 더 적은 점(따라서 더 적은 메모리)이 필요하고, 조작하기 쉬우며, 훨씬 더 나은 연속성 속성을 가지고 있다. 또한 구 및 원통과 같은 다른 일반적인 매개변수 곡면은 비교적 적은 수의 삼차 베지에 패치로 잘 근사될 수 있다.
그러나 베지에 패치 메시는 직접 렌더링하기 어렵다. 베지에 패치의 한 가지 문제는 선과의 교차점을 계산하기 어렵다는 것인데, 이는 순수 광선 추적이나 세분화 또는 연속 근사 기술을 사용하지 않는 다른 직접적인 기하학적 기술에는 다루기 어렵게 만든다.
또한 원근 투영 알고리즘과 직접 결합하기도 어렵다.
이러한 이유로 베지에 패치 메시는 일반적으로 3D 렌더링 파이프라인에 의해 평면 삼각형 메시로 최종적으로 분해된다. 고품질 렌더링에서는 개별 삼각형 경계를 볼 수 없을 정도로 세분화가 조정된다. "뭉툭한" 모양을 피하기 위해, 미세한 세부 사항은 일반적으로 이 단계에서 텍스처 맵, 범프 맵 및 기타 픽셀 셰이더 기술을 사용하여 베지에 곡면에 적용된다.
차수 (m, n)의 베지에 패치는 차수 m + n의 두 베지에 삼각형으로 구성될 수 있거나, 또는 입력 도메인이 삼각형 대신 정사각형인 경우 단일 차수 m + n의 베지에 삼각형으로 구성될 수 있다.
차수 m의 베지에 삼각형은 또한 차수 (m, m)의 베지에 곡면으로 구성될 수 있으며, 제어점은 한쪽 가장자리가 한 점으로 뭉개지도록 하거나, 입력 도메인이 정사각형 대신 삼각형인 경우이다.

## 같이 보기
- NURBS
- 계산기하학
- 쌍입방 보간법
- 베지에 곡선
- 베지에 삼각형
- Biharmonic Bézier surface